# Broskört
Broskört (Polycnemum arvense) är en amarantväxtart som beskrevs av Carl von Linné. Enligt Catalogue of Life ingår Broskört i släktet broskörter och familjen amarantväxter, men enligt Dyntaxa är tillhörigheten istället släktet broskörter och familjen amarantväxter. Arten förekommer tillfälligt i Sverige, men reproducerar sig inte.

## Underarter
Arten delas in i följande underarter:
- P. a. longifolium
- P. a. multicaulis
- P. a. pinifolium

## Bildgalleri

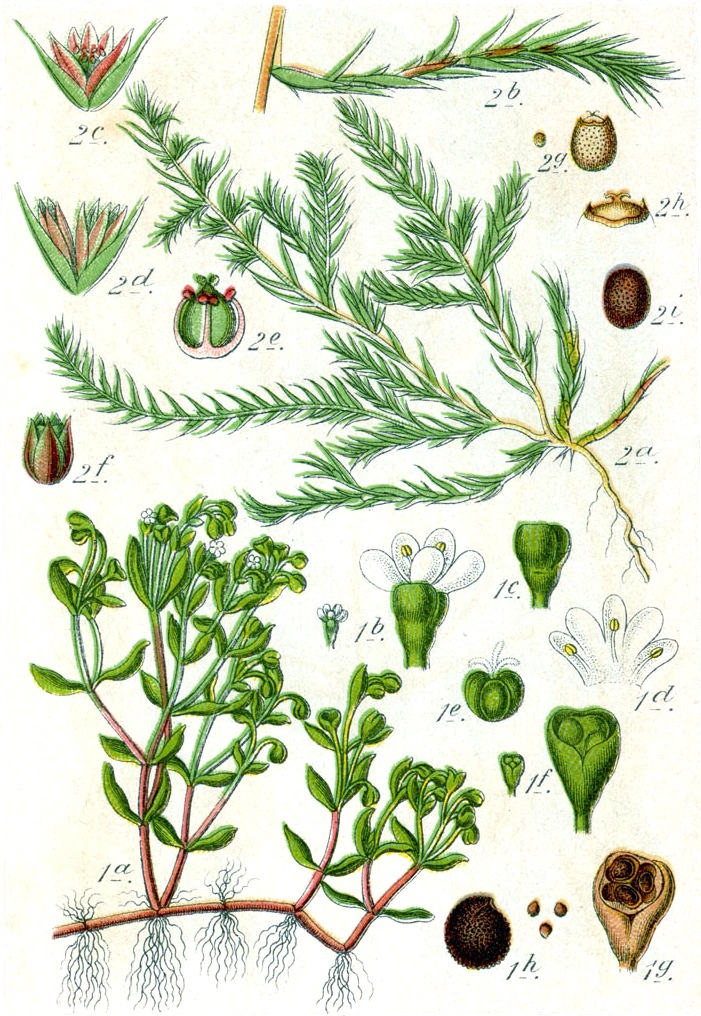